# Muhlenbergia purpusii
Muhlenbergia purpusii är en gräsart som beskrevs av Carl Christian Mez. Muhlenbergia purpusii ingår i släktet muhlygräs, och familjen gräs. Inga underarter finns listade i Catalogue of Life.